# Explosion d'une automobile
Pour plus de détails, voir Fiche technique et Distribution.
Explosion d’une automobile (Explosion of a Motor Car) est un film britannique réalisé par Cecil Hepworth, sorti en 1900.

## Synopsis
Une rue calme à l’arrière d’une rangée de maisons. Au fond, une automobile s’engage dans la rue et s’approche de la caméra selon la diagonale du champ. Il s’agit d’un phaéton (véhicule découvert) avec un conducteur et trois dames portant chapeau et crinoline. Elles sont joyeuses et agitent leur écharpe. Arrivé à notre hauteur, l’engin explose (par le trucage de l’arrêt de caméra et ne restent plus qu’une épaisse fumée et quelques débris mécaniques. Un bobby (policier en uniforme) entre dans le champ de la caméra et s’approche pour inspecter le lieu de l’explosion. Il ouvre une lunette d’approche et scrute le ciel au-dessus de sa tête. Soudain, il s’enfuit. Tout ce qui reste des passagères tombe sur la chaussée : robes et membres épars. 

## Fiche technique
- Titre original : Explosion of a Motor Car
- Autre titre : The Delights of Automobiling
- Titre français : Explosion d’une automobile
- Réalisation : Cecil Hepworth
- Production : Hepworth Manufacturing Company
- Pays d'origine :  Royaume-Uni
- Format : 35 mm, noir et blanc, muet
- Durée : 1 min 31 s
- Date de sortie : 1900

## Distribution
- Cecil Hepworth : le policier